# Radkova Lhota
Radkova Lhota è un comune della Repubblica Ceca facente parte del distretto di Přerov nella regione di Olomouc.